# Helichus
Helichus — род жуков из семейства прицепышей.

## Описание
Переднеспинка без бороздок. Глаза голые. Верхняя часть тела в редких прилегающих волосках. Передние и средние тазики широко раздвинуты.

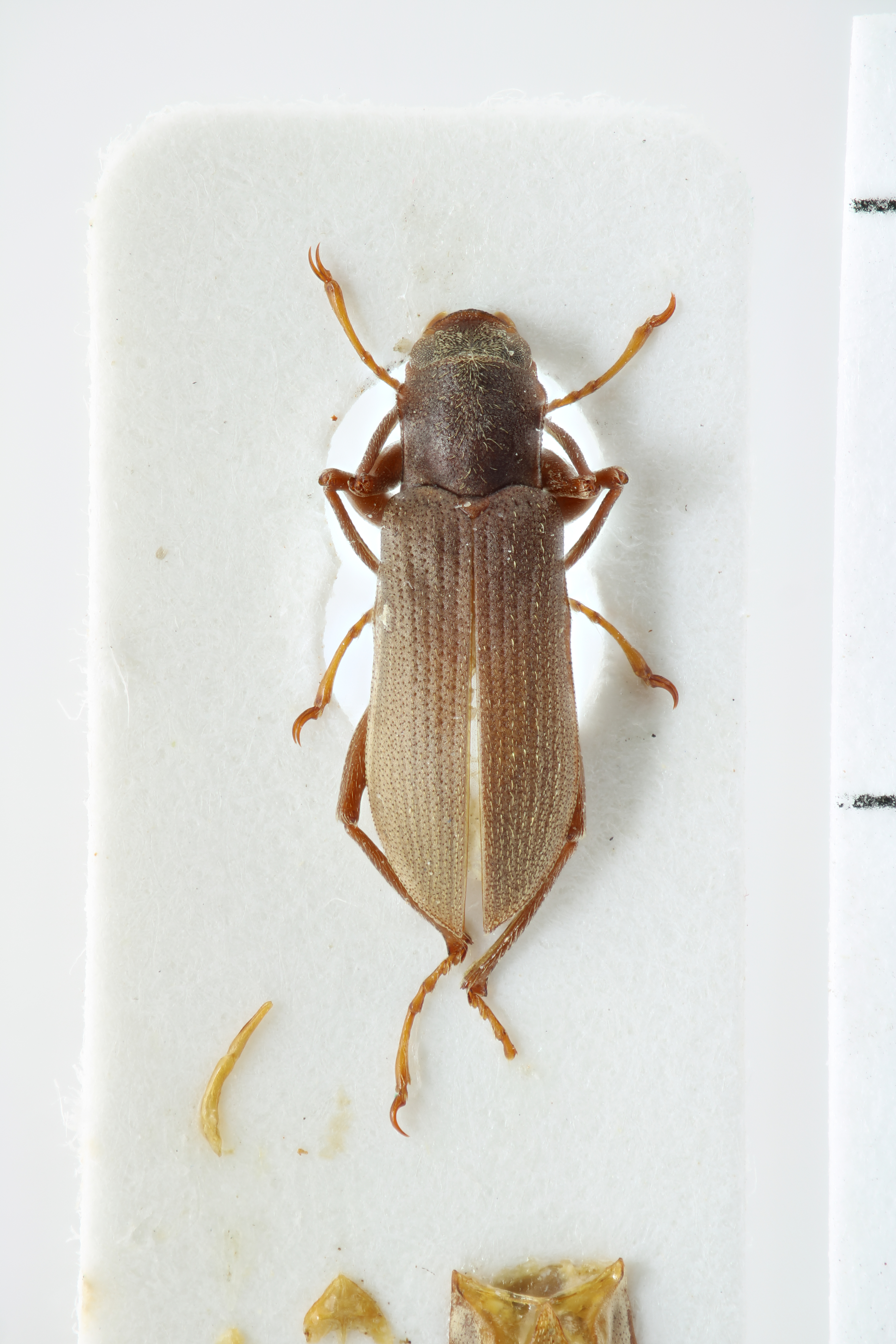
Helichus tenuis
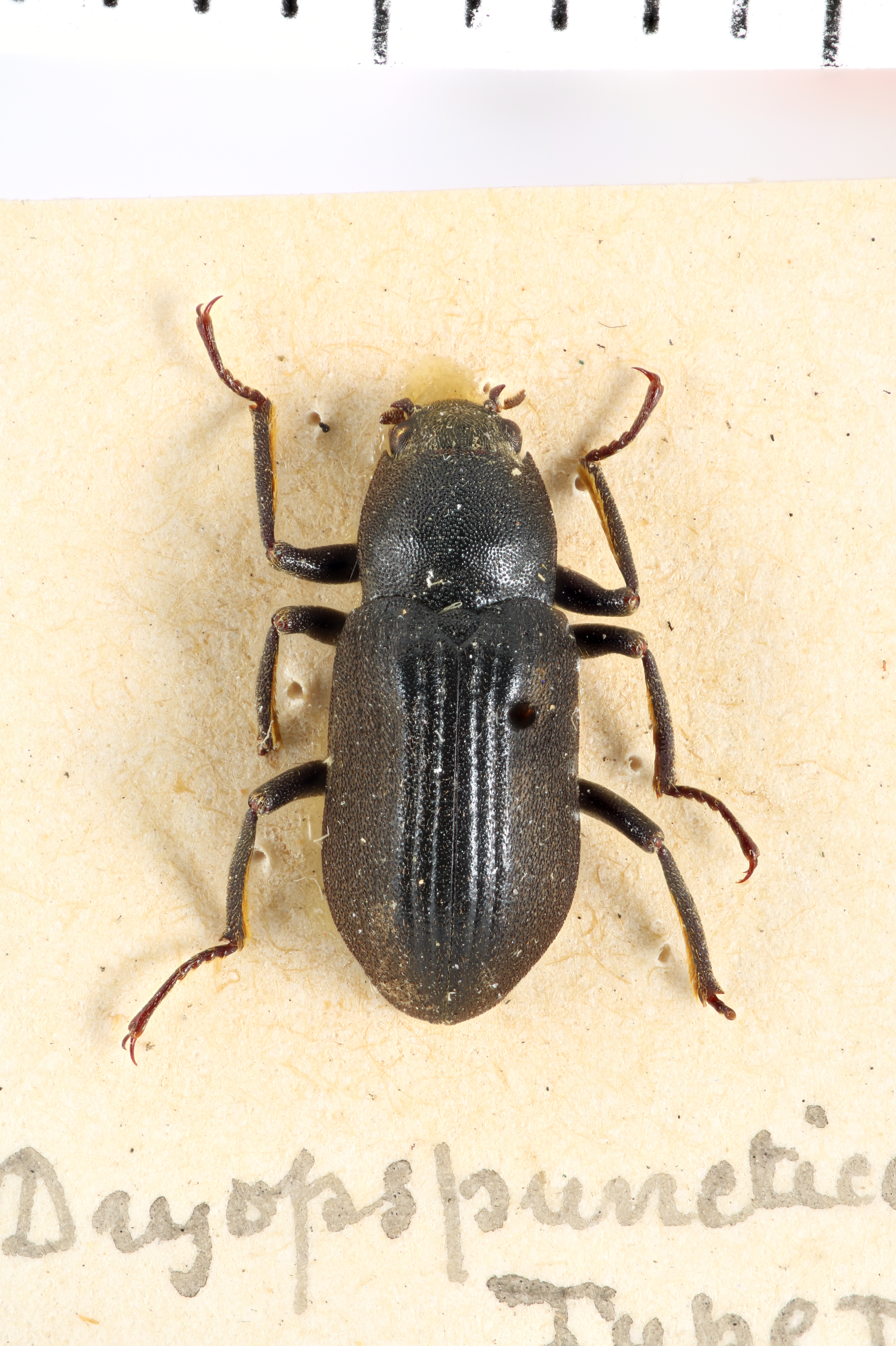
Helichus puncticollis

## Систематика
Некоторые виды:
- * Helichus crenulatus
- * Helichus haraldi
- * Helichus lareynioides
- * Helichus tenuis
- * Helichus ussuriensis